# جوسيب كاتالينسكي
جوسيب كاتالينسكي (2 مايو 1948 - 9 يونيو 2011)، لاعب كرة قدم يوغسلافي. ولد في سراييفو في البوسنة والهرسك.
بدأ مسيرته الكروية مع نادي زيليزنيكار في عام 1964، وقد لعب معهم حتى عام 1975، وقد لعب معهم 250 مباراة في الدوري، وبالرغم من كونه مدافعا إلا أنه سجّل 48 هدف في الدوري، أما في المجموع العام، فقد لعب معهم 350 مباراة و سجّل أكثر من 100 هدف، وفي عام 1975 انتقل إلى نادي نيس الفرنسي، ولعب معهم حتى عام 1978 حيث اعتزل كرة القدم بسبب الإصابة، وقد شارك معهم في 150 مباراة.
و قد لعب مع منتخب يوغسلافيا لكرة القدم 41 مباراة وسجل 10 أهداف.

## مسيرته الكروية
لعب جوسيب كاتالينسكي خلال مسيرته الاحترافية مع ناديين في ثلاثة عشر موسمًا وسجل خلالها 60 هدف ضمن 343 مباراة. ولم يفز بأي موسم بالكأس وفاز في موسم واحد بالدوري.
خاض جوسيب كاتالينسكي مسيرته مع نادي جيلييزنيتشار ساراييفو في موسم 1965–66 ليلعب معه عشرة مواسم، مشاركًا في 240 مباراة سجل خلالها 32 هدفًا. ثم انتقل إلى نادي نيس في موسم 1975–76 واستمر معه طيلة ثلاثة مواسم، حيث شارك في 103 مباراة سجّل خلالها 28 هدفًا.

## روابط خارجية
- جوسيب كاتالينسكي على موقع الاتحاد الدولي (مؤرشف)  (الإنجليزية)
- جوسيب كاتالينسكي على موقع الاتحاد الأوربي (الإنجليزية)
- جوسيب كاتالينسكي على موقع قاعدة بيانات كرة القدم.إي يو (الإنجليزية)
- جوسيب كاتالينسكي على موقع ناشيونال فوتبول تيمز (الإنجليزية)
- جوسيب كاتالينسكي على موقع Soccerway.com (الإنجليزية)
- جوسيب كاتالينسكي على موقع عالم كرة القدم.نت (الإنجليزية)
- جوسيب كاتالينسكي على موقع كووورة